# Shenlong
Shenlong, (Chinês simplificado: 神龙; Chinês tradicional: ;神龍 pinyin: shén lóng, literalmente "espírito de dragão", Japonês: 神竜 Shinryū) , é um mito chinês em forma de dragão, que controla o vento a chuva e os relâmpagos e trovões.
Essas entidades têm o poder de flutuar no céu e, graças a sua pele azul, dificilmente pode ser visto. Shenlong governa o vento, as nuvens, a chuva e relâmpagos trovões, e de suas graças depende a agricultura.
Se ofendido, pode ficar furioso, o que atrairia mau tempo, chuvas e tempestades.

## Cultura popular
- A franquia de anime e mangá Dragon Ball apresenta um dragão que realiza desejos, chamado Shenlong.
- Na 7° geração de Pokémon, foi introduzido o pokémon Drampa, cujo nome em alemão - Sen-long - foi baseado neste mito, tanto quanto no dragão mítico Zhulong.

- Shenlong é o nome de um dos cinco mobile suits de Gundanium em Gundam Wing.

- Shenlong também é o nome do I.S. - Infinite Stratos, um protótipo de combate fechado de terceira geração que pertence a Lingyin Huang na popular franquia de light novel e anime Infinite Stratos.